# Añoza
Añoza es una localidad española de la provincia de Palencia (comunidad autónoma de Castilla y León), perteneciente al municipio de Valle del Retortillo.

## Geografía
Localidad de Tierra de Campos, en el suroeste de la provincia.

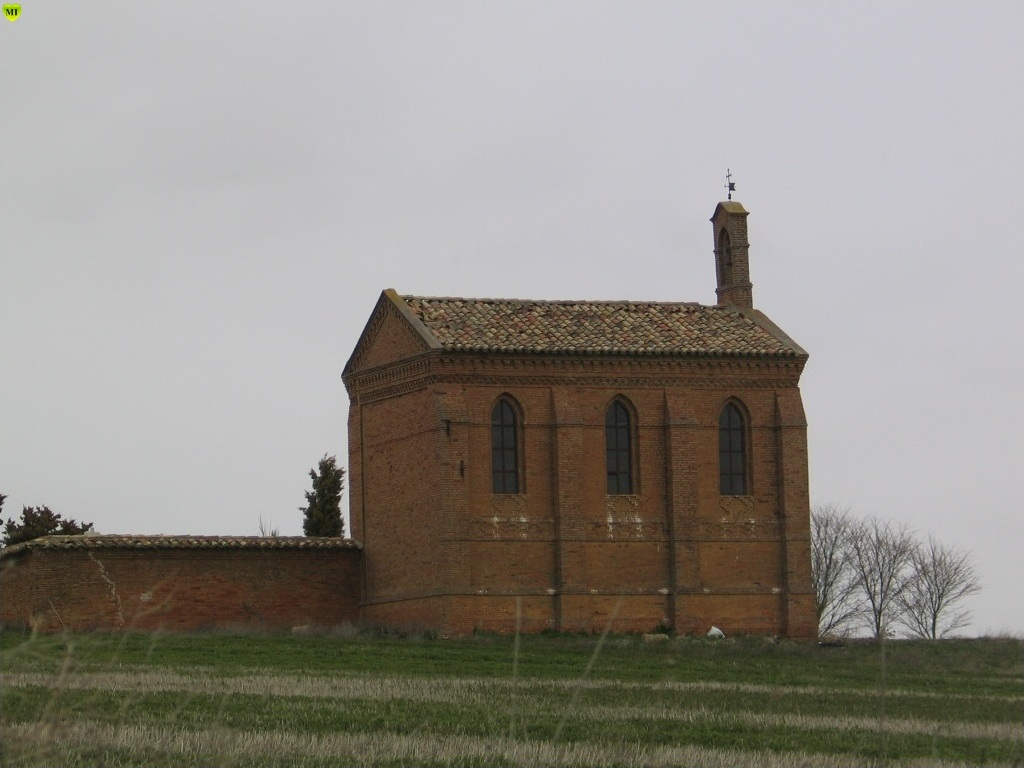
Ermita del cementerio

## Historia
A la caída del Antiguo Régimen la localidad se constituye en municipio constitucional en el partido de Frechilla. En el censo de 1842, contaba con 35 hogares y 182 vecinos.

### sigloXIX
Así se describe a Añoza en la página 357 del tomo II del Diccionario geográfico-estadístico-histórico de España y sus posesiones de Ultramar, obra impulsada por Pascual Madoz a mediados del siglo XIX:

AÑOZA (vulgarmente LAS AÑOZAS)

Villa con ayuntamiento en la provincia de Palencia (6 leguas), partido judicial de Frechilla (2), diócesis de León (12), audiencia territorial y capitanía general de Valladolid (13).
Situada en un llano, combatido por todos los vientos y con clima saludable.
Tiene 42 casas, la mayor parte de un solo piso, que forman varias calles de figura irregular y bastante sucias, especialmente en el invierno. Hay casa de ayuntamiento, cárcel, escuela de primeras letras dotada con 800 reales a la que concurren de 26 a 30 niños de ambos sexos; y una iglesia parroquial dedicada a la Asunción de Nuestra Señora y servida por un cura y dos beneficiados; el curato se provee en oposición en patrimoniales por el diocesano.
Dentro de la población hay varios pozos de aguas saludables, que aprovechan los habitantes para su consumo doméstico, y algunas balsas que sirven de abrevadero para el ganado.
A sus inmediaciones y sobre un alto existe una ermita bastante deteriorada bajo la advocación de San Andrés, la cual está destinada para cementerio.
Confina el término por N con el de Abastas a 1/4 de legua, por E con el de Cisneros a 1/2, por S con el de Villatoquite a 1/4, y por O con el de Villanueva del Rebollar a 1/2. En él brotan porción de manantiales y tres fuentes adornadas con arcos de ladrillo.
El terreno es de buena calidad, arcilloso, y se halla fertilizado en gran parte por las aguas de dichas fuentes y por las del río Castel que nace en el término de Abastillas.
Los caminos son locales y se hallan en mal estado. La correspondencia la recibe en Palencia por un encargado del ayuntamiento.
Producciones: trigo, cebada, vino y avena; y cría ganado lanar, aunque poco.
Población: 35 vecinos, 182 almas.

Capital productivo: 189.062 reales. Imponible: 8.625. El presupuesto municipal asciende a 600 reales, y se cubre con rentas de propios.

### sigloXX
En la década de los setenta del siglo XX se agrupa junto con Abastas, Abastillas, Villatoquite y Villalumbroso, en el nuevo municipio de Valle del Retortillo, contaba entonces con 27 hogares y 88 vecinos.

## Geografía humana

### Demografía
| Gráfica de evolución demográfica de Añoza entre 1842 y 1970 |
| |
| Población de derecho según los censos de población del INE. Población de hecho según los censos de población del INE.Entre el censo de 1981 y el anterior, este municipio desaparece porque se agrupa en el municipio 34902 (Valle del Retortillo) |

Evolución de la población en el siglo XXI
| Gráfica de evolución demográfica de Añoza entre 2000 y 2020        |
|                                                                    |
| Población de derecho (2000-2020) según el padrón municipal del INE |